# Gohyssart
Gohyssart (ou en wallon standardisé « Goyîssåt », voire « Goyîssau » en ouest-wallon) est un quartier de Jumet, une des quinze sections de la ville de Charleroi, située en Belgique.

## Toponymie
Gohyssart est une combinaison de deux mots que sont « Gohy » et « Sart » :
- Gohy ([WA] Gohî) : Gohy est l'abbréviation du nom d'un ancien propriétaire de ces terres : Godohari[1].
- Sart ([WA] Sårt) : un « sart » est une nouvelle terre défraîchie.[1] En effet, Jumet Gohyssart était encore recouvert de bois, il y a de cela trois siècles[2].

## Description

### Centre de Jumet
Quoique ce quartier soit situé dans la partie occidentale de la localité de Jumet, celui-ci est considéré comme le centre historique du 6040. C'est aussi dans ce quartier que la Famille Bivort, qui possédaient des verreries et la même qui a donné le nom à un parc jumétois, y avaient un intérêt économique et industriel. En effet, c'est cette famille qui est derrière la construction de l'Église de l'Immaculée-Conception, au XIXe siècle. En outre, sachant que Jumet Gohyssart fût habité exclusivement par des ouvriers à cette époque, les Bivorts y exerçaient une influence.

### Place du Ballon

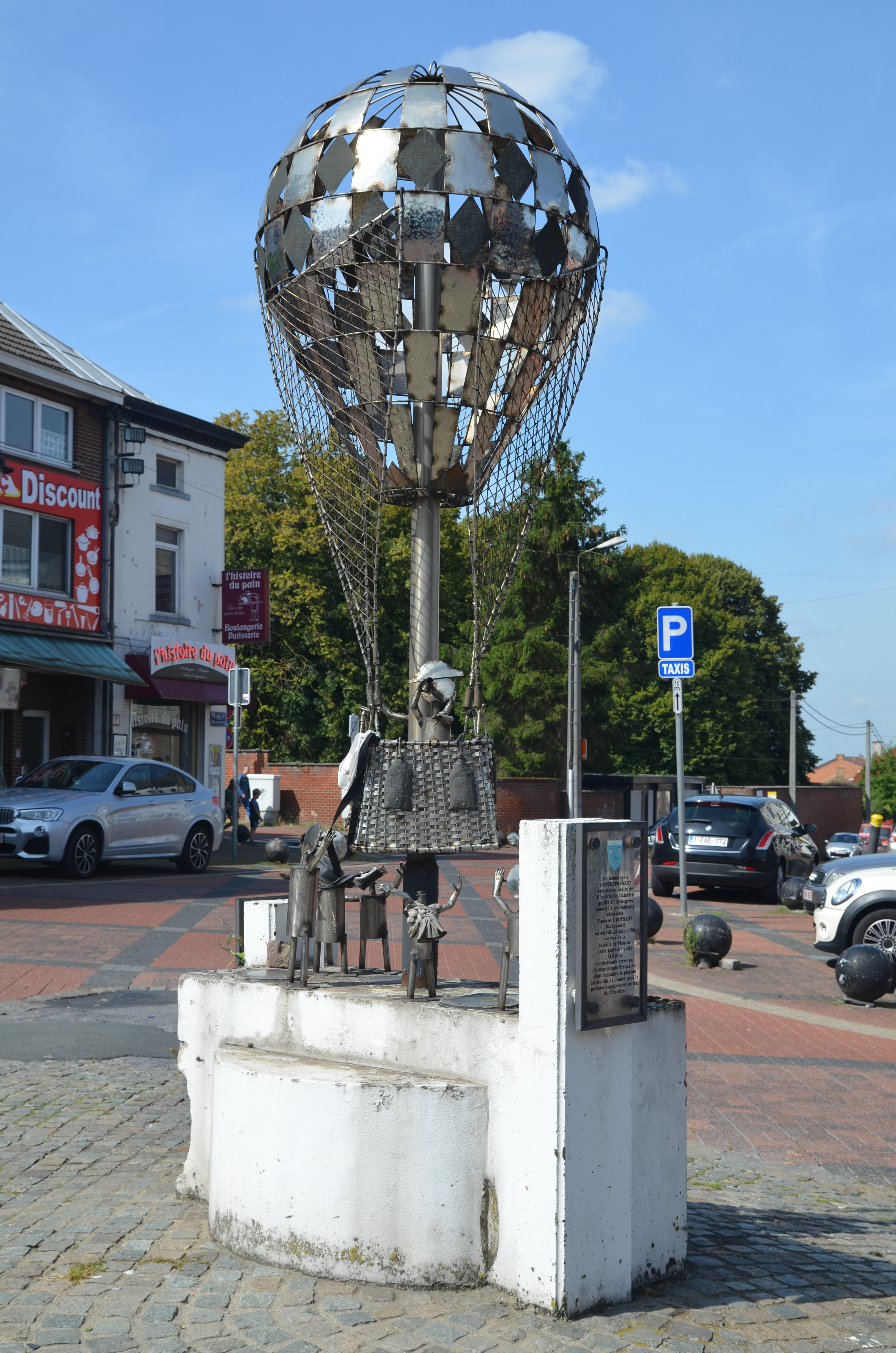
Le ballon de l'an II, sculpture en acier inoxydable de Giuseppe Miggiano, présent sur la place depuis 1997.

La Place du Ballon constitue le centre du quartier. Celle-ci fût modernisée milieu des années 1990 ; les particularités de cette modernisation étant l'absence de trottoir et la présence de boules noires (voir photo de l'Église) afin de séparer la route des zones piétonnières et des aires de stationnements.
L'église de l'Immaculée Conception se trouve au cœur de cette place. On y retrouve également des magasins et des écoles aux alentours.
Le nom de la place vient de la bataille de Fleurus, où un ballon d'observation avait été utilisé par la France afin de permettre aux généraux de voir ce qu'il se passait à Fleurus, lieu où la bataille se déroulait qui était situé à 7 km de cette place.

## Patrimoine
- Temple protestant, rue Dewiest. Inauguré le 15 août 1894[9].
- Église de l'Immaculée-Conception. Construite à l'accroissement de la population de Gohyssart, et à l'éloignement de ce quartier de l'église du Chef-Lieu, les autorités ecclésiastiques décidèrent de construire cet édifice en 1863 et qui est achevé en 1866[10].
- Chapelle Notre-Dame au Bois, érigée au XVIIIe siècle et déplacée et reconstruite en 1843, une importante ducasse organisée le jour de l'Ascension « èl ducace du Bos », qui a été immortalisé par le chansonnier Jacques Bertrand[11].

## Tour de la Madeleine
Le Tour de la Madeleine est une procession d'Entre-Sambre-et-Meuse qui se déroule lors de la semaine du 22 juillet (jour pendant lequel on célèbre Marie-Madeleine). La Place du Ballon est un passage important de ce quartier.

## Galerie

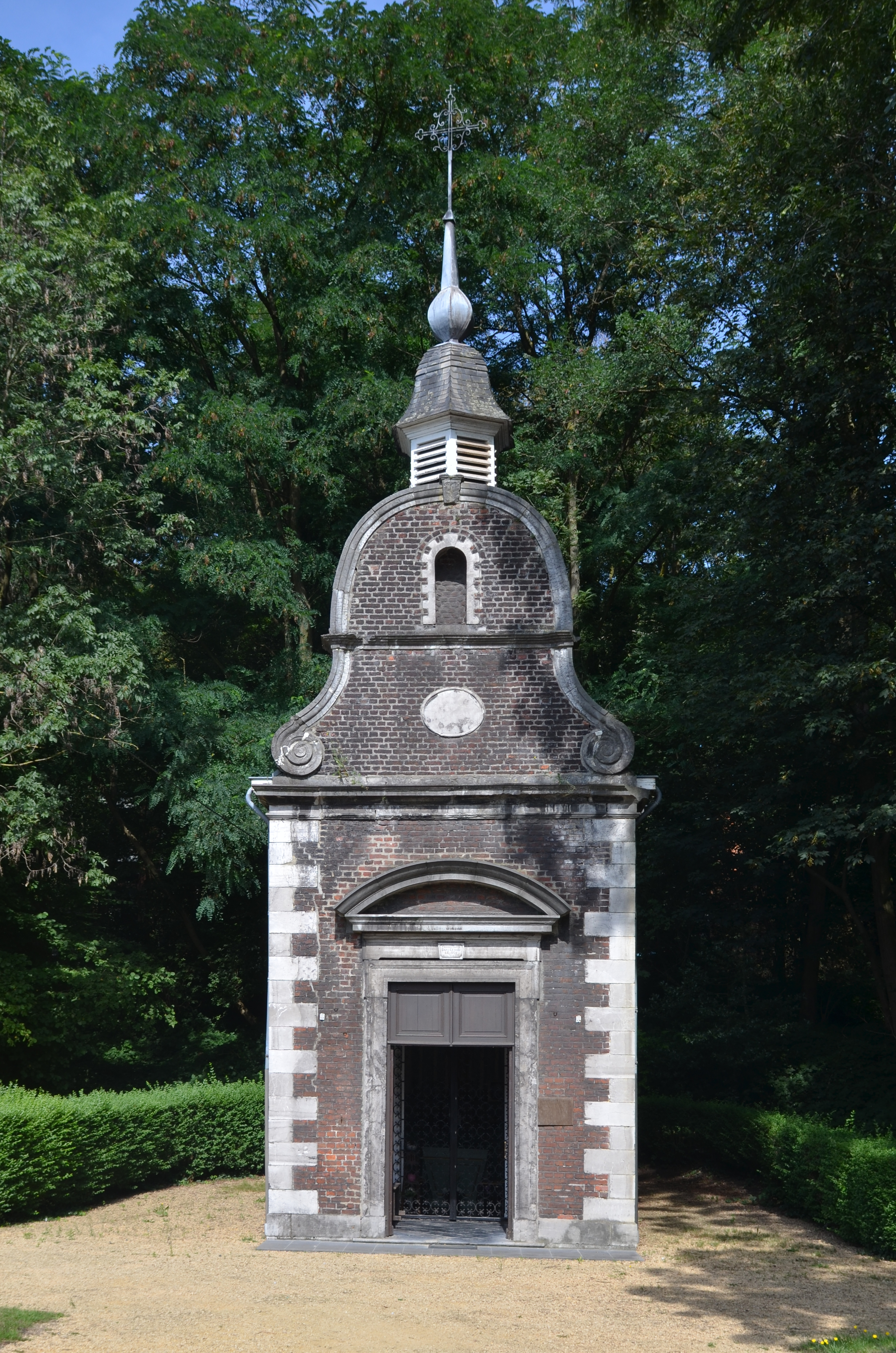
La chapelle Notre-Dame au Bois.
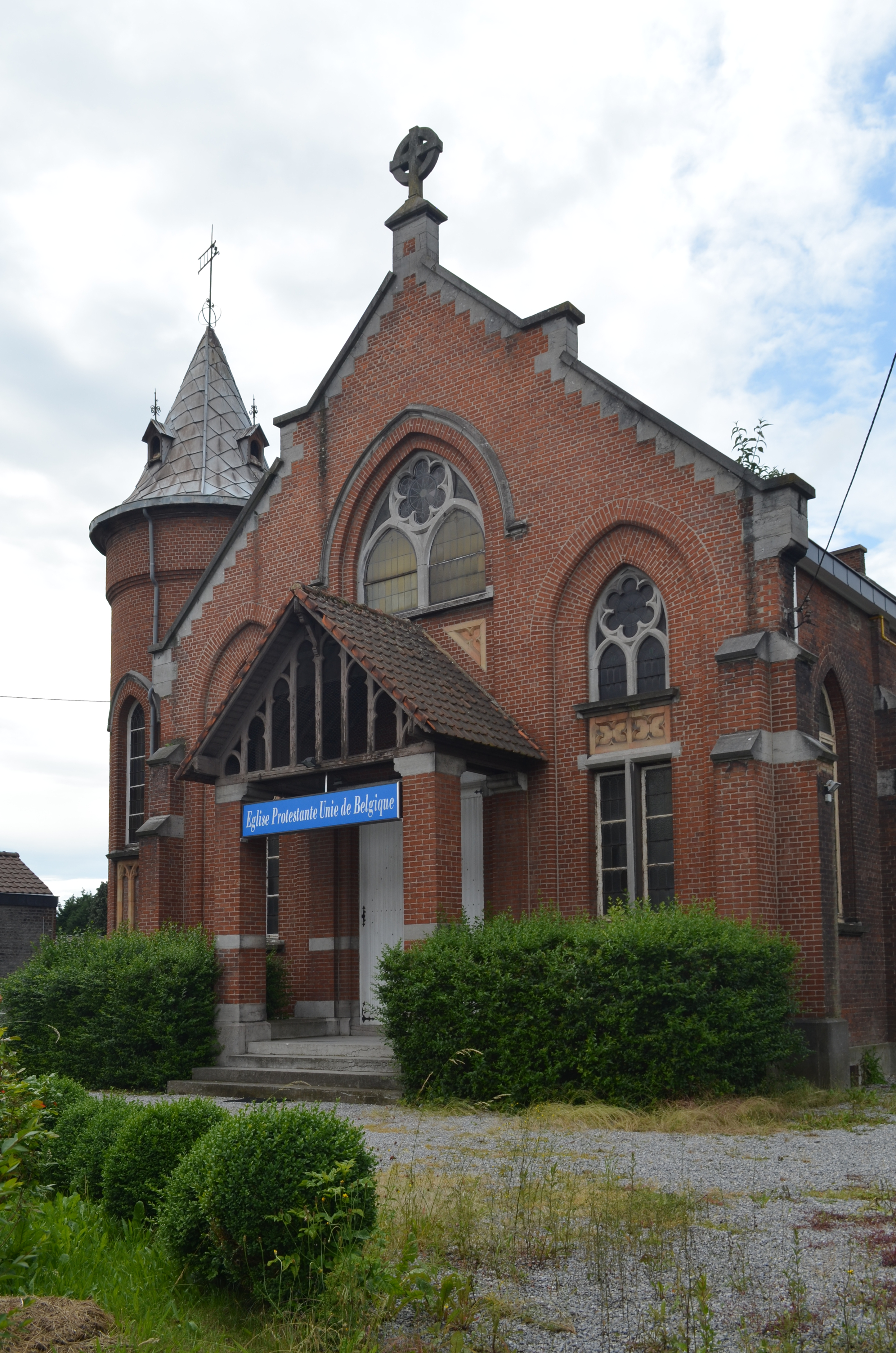
Église protestante.
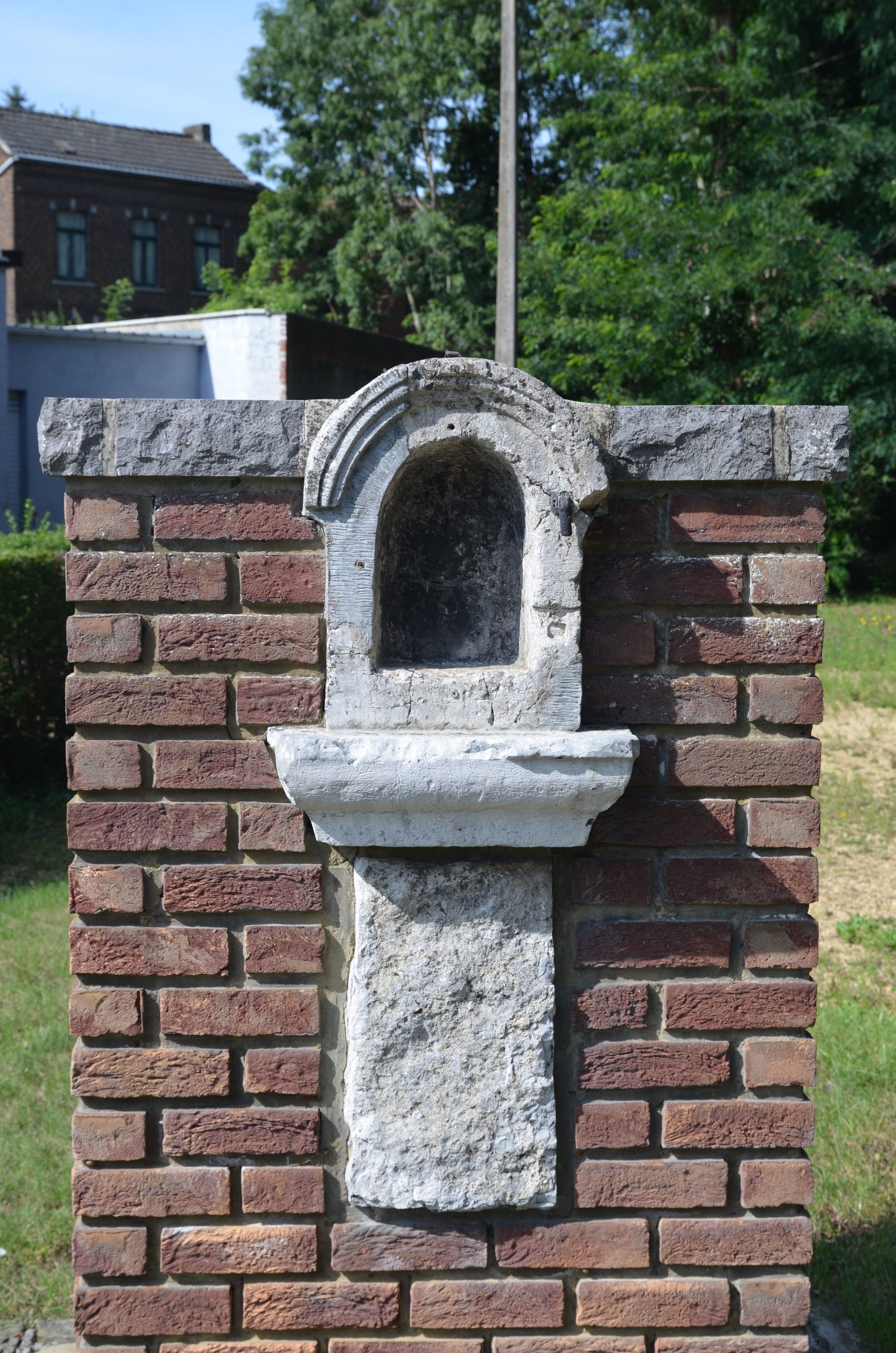
Potale Saint-Hubert près de la chapelle au Bois.
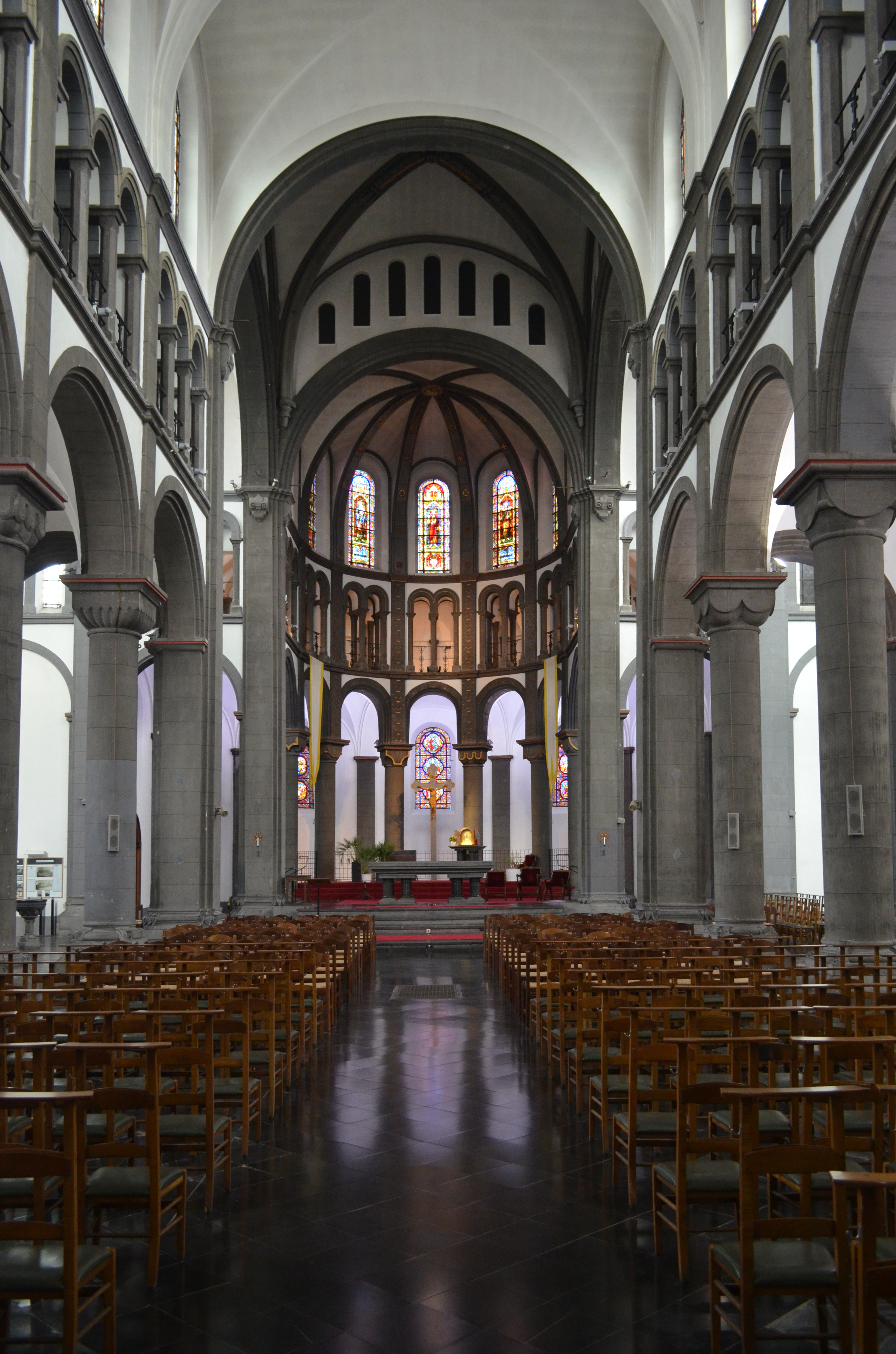
Nef de l'église.